# Львов Двор
Львов Двор — деревня в Чагодощенском районе Вологодской области.
Входит в состав Мегринского сельского поселения, с точки зрения административно-территориального деления — в Мегринский сельсовет.
Расположена на левом берегу реки Внина. Расстояние по автодороге до районного центра Чагоды — 34 км, до центра муниципального образования деревни Мегрино — 16 км. Ближайшие населённые пункты — Низ, Осипово, Середка.
По переписи 2002 года население — 6 человек.